# Anthony E. Siegman
Anthony Edward Siegman (* 23. November 1931 in Detroit, Michigan; † 7. Oktober 2011 in Stanford, Kalifornien) war ein US-amerikanischer Physiker und Elektroingenieur, bekannt für Beiträge zur Laserphysik und Optik.

## Leben
Siegman, 1931 in Detroit geboren, studierte an der Harvard University (Bachelor 1952 summa cum laude) und an der University of California, Los Angeles, wo er 1954 seinen Master-Abschluss in Angewandter Physik machte. Von 1952 bis 1954 war er außerdem bei Hughes Aircraft. Ab 1954 war er Assistent am Elektronik-Laboratorium der Stanford University. 1957 wurde er bei Dean Watkins in Elektrotechnik in Stanford promoviert mit einer Dissertation über Mikrowellen-Rauschen in Wanderfeldröhren. 1956 war er Assistant Professor an der Stanford University und blieb dort den Rest seiner Karriere, zuletzt als McMurty Professor für Elektrotechnik. Seit dem Besuch der ersten Quantenelektronik-Konferenz (organisiert durch Charles Townes unmittelbar vor Erfindung des Lasers, dessen Idee aber in der Luft lag) in Shawanga Lodge in den Catskills im September 1959 befasste er sich mit Lasern. Von 1978 bis 1983 war er Direktor des Edward L. Ginzton Laboratory in Stanford. 1998 ging er in den Ruhestand. 1965 war er Gastprofessor an der Harvard University, 1969/70 als Guggenheim Fellow bei den IBM-Laboratorien in Zürich und 1984/85 als Humboldt Senior Scientist am Max-Planck-Institut für Quantenoptik in Garching bei München.
1999/2000 war er Präsident der Optical Society of America, deren R. W. Wood Prize (1980) und deren Frederic Ives Medal (1987) er erhielt. 1977 erhielt er den  J.J. Ebers Award der IEEE Electron Devices Society und 1989 den Quantum Electronics Award der IEEE LEOS, 2009 die Esther Hoffman Beller Medal und 1991 den Arthur L. Schawlow Award.
1961 gab er mit Bill Louisell und Amnon Yariv die erste Beschreibung von Rauschen in parametrischen Oszillatoren (Verstärkern), und daraus entwickelten sich 1968 optische parametrische Oszillatoren als Photonenquelle und vielbenutzte Quelle verschränkter Photonenpaare in Experimenten zu den Grundlagen der Quantenmechanik.
Bekannt ist er insbesondere für die Erfindung des sogenannten instabilen optischen Resonators, der zum Beispiel bei Gaslasern für hohe Leistung und Strahlqualität Anwendung findet.
Sein Buch Lasers von 1986 gehört zu den Standardwerken auf diesem Gebiet und umfasst rund 1300 Seiten. Siegman war bekannt für seine Fähigkeit komplexe Sachverhalte klar darzustellen.
Siegman veröffentlichte rund 250 wissenschaftliche Artikel und drei Lehrbücher. Er war Mitglied der American Academy of Arts and Sciences (1984), der National Academy of Sciences (1988) und der National Academy of Engineering (1973) und Fellow der American Association for the Advancement of Science. Siegman war Fellow des IEEE, der Optical Society of America, des Laser Institute of America und der American Physical Society. Von 1974 bis 1980 war er Mitglied des US Air Force Scientific Advisory Board.
Zu seinen rund 40 Doktoranden zählte Stephen E. Harris. Einer seiner ersten Schüler auf dem Gebiet des Lasers war Burt McMurtry, ein Silicon Valley Risikokapital-Unternehmer der später zum Board of Trustees der Stanford University gehörte.
Er war mit Jeannie Siegman verheiratet, hatte einen Sohn und zwei Töchter und eine Stieftochter. Er war passionierter Outdoor-Aktivist (Wandern, Skifahren).

## Schriften
- Microwave solid state masers, McGraw Hill 1964
- An introduction to masers and lasers, McGraw Hill 1971
- Lasers, University Science Books 1986
- mit I. P. Kaminow (Herausgeber) Lasers and their Applications, IEEE Press 1973 (Reprints)
- Unstable optical resonators, Applied Optics, Band 13, 1974, S. 353–367